# Nvidia テスラ パーソナル スーパーコンピュータ
Nvidia テスラ パーソナル スーパーコンピュータ（エヌビディア テスラ パーソナル スーパーコンピュータ、Tesla Personal Supercomputer）はNvidiaの支援でDell、Lenovoや他社によって製造されるデスクトップコンピュータ (パーソナル スーパーコンピュータ)である. NvidiaのTesla GPGPUブランドの能力を実証するものであり、NvidiaのCUDA 並列計算アーキテクチャを利用してGPGPU毎に2688までの並列処理コアを備えることで Nvidiaによるとそれにより、標準的なPCよりも最大で250倍高速であるとされる。

## 現在のシステム構築企業
- AMAX
- Asus
- AVADirect
- BOXX
- Colfax International
- Dell
- HDII Solutions
- Lenovo
- Microway
- Psychsoftpc
- Sprinx Systems
- Velocity Micro
- Viglen Ltd.
- Western Scientific